# Артаксеркс I
Артахшасса I Довгорукий (? — 424 до н. е.) — цар Персії з династії Ахеменідів, що правив з 465 по 424 р. до н.е. Син і наступник Хшаярші I. Відомий м'яким правлінням та визнається в класичних джерелах як здібний монарх. Окрім подолання серйозного виклику перському правлінню в Єгипті, він завершив більшу частину масштабної будівельної програми в Персеполісі, а в 449/448 році, очевидно, схвалив Калліїв мир з афінянами, закінчив період грецько-перських воєн.